# Whitey Ford
Edward Charles Ford, detto Whitey (New York, 21 ottobre 1928 – Lake Success, 8 ottobre 2020), è stato un giocatore di baseball statunitense di ruolo lanciatore che ha giocato per tutta la carriera con i New York Yankees della Major League Baseball (MLB). È stato introdotto nella National Baseball Hall of Fame nel 1974. Era soprannominato "The Chairman of the Board".

## Carriera
Ford debuttò nella MLB nel 1950, vincendo subito le sue prime World Series con gli Yankees. Fu costretto a saltare le due stagioni successive per partecipare alla Guerra di Corea. Fece ritorno nel 1953 diventando titolare per gli Yankees e si guadagnò il soprannome di "Chairman of the Board" per la sua abilità di mantenere la calma sotto pressione. Nel 1956 pareggiò l'allora record dell'American League con sei strikeout consecutivi, ripetendosi nel 1958. Nel 1955 disputò due gare consecutive in cui concedette una sola battuta valida, pareggiando un record detenuto da diversi altri giocatori.
Nel 1955, Ford guidò l'American League in gare complete e vittorie, l'anno seguente in media PGL e percentuale di vittorie, nel 1958 in media PGL e sia nel 1961 che 1963 in vittorie e percentuale di vittorie. Ford vinse il Cy Young Award nel 1961 e l'avrebbe probabilmente vinto anche nel 1963 se fossero già esistiti i premi separati per le due leghe. Invece non riuscì a pareggiare i numeri di Sandy Koufax dei Los Angeles Dodgers della National League. Con gli Yankees fu convocato per dieci All-Star Game e vinse per sei volte le World Series.
Ford vinse 236 gare per New York, ancora un record di franchigia. Tra i lanciatori con almeno 300 decisioni in carriera, Ford è al primo posto per percentuale di vittorie (69,0%). La sua media PGL di 2.75 è la seconda migliore della storia dall'avvento della cosiddetta live-ball era del 1920, dietro solo al 2.51 di Clayton Kershaw. Nel 1999, The Sporting News lo inserì al 52º posto nella classifica dei migliori cento giocatori di tutti i tempi. Con la scomparsa di Yogi Berra nel 2015, il New York Times ha suggerito che Ford possa essere considerato "il più grande Yankee vivente".

## Palmarès

### Club
- World Series: 6

New York Yankees: 1950, 1953, 1956, 1958, 1961, 1962

### Individuale
- Cy Young Award: 1

1961
- MVP delle World Series: 1

1961
- MLB All-Star: 10

1954–1956, 1958, 1959, 1960–1961², 1964
- Leader dell'American League in vittorie: 3

1955, 1961, 1963
- Leader della MLB in media PGL: 2

1956, 1958
- Numero 16 ritirato dai New York Yankees